# Werschkowo
Werschkowo (russisch Вершково, deutsch Warschken) ist ein Ort in der russischen Oblast Kaliningrad. Er gehört zur kommunalen Selbstverwaltungseinheit Stadtkreis Selenogradsk im Rajon Selenogradsk.

## Geographische Lage
Werschkowo liegt 38 Kilometer nordwestlich der Stadt Kaliningrad (Königsberg) und nördlich der Kommunalstraße 27K-367, die Russkoje (Germau) an der Regionalstraße 27A-013 (ex A192) mit Pokrowskoje (Sorgenau) und Jantarny (Palmnicken) verbindet. Die nächste Bahnstation war Prokowskoje an der Bahnstrecke Fischhausen–Groß Dirschkeim (russisch: Primorsk–Donskoje), die nicht mehr regulär betrieben wird.

## Geschichte
Der bis 1946 Warschken genannte Ort wurde 1874 in den neu errichteten Amtsbezirk Palmnicken (heute russisch: Jantarny) integriert, der bis 1945 bestand und zum Landkreis Fischhausen, ab 1939 zum Landkreis Samland im Regierungsbezirk Königsberg der preußischen Provinz Ostpreußen gehörte. Am 26. Mai 1899 wurde das Gut Palmnicken mit den Vorwerken Dorbnicken (russisch: Krasnopolje, nicht mehr existent), Heiligenkreutz (Krasnotorowka) und eben Warschken als eigener Gutsbezirk anerkannt. Am 30. September 1928 kam Warschken zur Landgemeinde Sorgenau (Pokrowskoje) und wurde nur 3½ Jahre später in die Landgemeinde Palmnicken überführt.
In Kriegsfolge kam Warschken mit dem nördlichen Ostpreußen im Jahre 1945 zur Sowjetunion. Der Ort erhielt im Jahr 1947 die russische Bezeichnung Werschkowo und wurde gleichzeitig dem Dorfsowjet Jantarski selski Sowet im Rajon Primorsk zugeordnet. Später gelangte der Ort in den Powarowski selski Sowet. Von 2005 bis 2015 gehörte Werschkowo zur Landgemeinde Krasnotorowskoje selskoje posselenije und seither zum Stadtkreis Selenogradsk.

## Kirche
Die Bevölkerung Warschkens war vor 1945 überwiegend evangelischer Konfession und gehörte bis 1906 zum Kirchspiel der Pfarrkirche in Germau (heute russisch: Russkoje), danach zur Pfarrkirche in Palmnicken (Jantarny) im Kirchenkreis Fischhausen (Primorsk) in der Kirchenprovinz Ostpreußen der Kirche der Altpreußischen Union. Heute liegt Werschkowo im Einzugsbereich der evangelisch-lutherischen Auferstehungskirche in Kaliningrad (Königsberg) in der Propstei Kaliningrad der Evangelisch-lutherischen Kirche Europäisches Russland.